# عائشة حداد
عائشة حداد (1937 - 2005) رسامة وفنانة تشكيلية جزائرية. ولدت عام 1937 في برج بوعريريج، وهي رسامة وفنانة تشكيلية جزائرية. لُقّبت بـ”المجاهدة“. تأصّل تطورها الفني في تقاليد المنمنمات الجزائرية وفي تيارات الرسم الغربية (التكعيبية والرمزية والواقعية الجديدة) التي اكتشفتها في رحلاتها.

## حياتها
وُلدت عائشة حداد في برج بوعريريج عام 1937. تشكلت حياتها وعملها من تاريخ عائلتها، قبيلة الحشم في مجانة، والروابط التاريخية مع هذه الولاية الواقعة في شمال الهضاب العليا حيث قضت طفولتها ومراهقتها.
في عام 1954، عندما كانت طالبة ممرضة لا يتجاوز عمرها 17 عاماً، كانت من أوائل النساء اللواتي التحقن بصفوف جيش التحرير الوطني. وفي عام 1956، عندما أنهت دراستها، انضمت إلى صفوف جيش التحرير الوطني وشاركت في مؤتمر الصومام. اعتقلها الجيش الاستعماري واعتُقلت لأكثر من أربع سنوات.
عند إطلاق سراحها عام 1962، انتقلت إلى الجزائر العاصمة وبدأت دراسة الفن مع كميل لوروا في جمعية الفنون الجميلة بالجزائر. من عام 1966 حتى عام 1988، واصلت عائشة حداد مسيرتها المهنية الطويلة في تدريس الفن في مدرسة ليسيه عمر راسم بالجزائر العاصمة. ومن 1983 إلى 1988 شغلت منصب مفتش التربية الوطنية.
في عام 1972، فتحت لها أول أعمالها، التي عُرضت في إطار معرض جماعي في غاليري دي كاتر كولونيس السابق في الجزائر العاصمة وحصلت على جائزة في مسابقة ”كونكور دي لا فيل دو ألجيريا“ في عام 1972، باب الشهرة. وإلى جانب مهنتها كمدرسة، عاشت حياة ملتزمة في عالم الفن الجزائري، حيث أصبحت عضواً في الاتحاد الوطني للفنون التشكيلية عام 1973 وعضواً في الاتحاد العام للفنانين العرب عام 1975. كما كانت بداية صداقته الطويلة مع الرسامين باية وسهيلة البحار.
وبين عامي 1974 و2002، أقامت سلسلة من المعارض الفردية والجماعية المتتالية في الجزائر وخارجها. في سياق رحلاتها وزياراتها للمتاحف وصالات العرض والمعارض الفنية الدولية، اكتشفت أنماطاً متعددة من التعبير والفنانين الذين لعبوا دوراً حاسماً في تطوير فنها: غاودي، وتينجيلي، ونيكي دي سان فال، وسيزار، وأرمان وبييه.
وقد فازت عائشة حداد بالعديد من الجوائز الوطنية والدولية. في مارس 2003، أنشأت مؤسسة الفن والثقافة لمدينة الجزائر جائزة تحمل اسمها تُمنح سنوياً لأفضل لوحة نسائية. وتكريماً لمسيرتها المهنية والتزامها بالفن، تحمل الآن غرفة في المتحف الوطني للفنون الجميلة في الجزائر العاصمة اسمها.

## أعمالها
لقد مارست بأناقة فن رسم المنمنمات، وهو تقليد فني جزائري قديم، وقد منحه محمد راسم، مؤسس مدرسة الجزائر العاصمة للزخرفة عام 1939، والذي أخلصت له عائشة حداد إخلاصاً عميقاً. وقد تركت بصماتها على هذا الشكل الفني بحسها الأنثوي وكثافة ظلالها الزرقاء. وظلت وفية لهذا الشكل من أشكال التعبير طوال حياتها، راسخةً إياه في بحثها الدائم عن آفاق فنية جديدة.
تكمن أصالة أعمالها التصويرية في أسلوبها والمواد التي استخدمتها في معالجة المواضيع الكلاسيكية، مثل المناظر الطبيعية الساحلية لمنطقة بجاية وصحراء غرداية وصور الوجوه الحالمة لنساء القبائل ومحاربي الطوارق ومواكب الأجداد. وهي مهووسة بالنقوش البارزة، حيث تقوم بتشكيل القباب والأقواس بشكل دائري من المعدن وتضع عليها اللون الأبيض النقي وتتلاعب بالضوء والظل. تكسو دعاماتها (قماش، خشب) بعجينة من الرمل الذي تقطعه بقوة بخطوط وانحناءات نظيفة وتنسج بمهارة الأقواس والمثلثات والدوائر وتحاكي الأشرعة والقباب والأروقة أحياناً، وأحياناً أخرى الزخارف المنسوجة من التقاليد البدوية. تقدم مناظرها الطبيعية ولوحاتها المعززة بالألوان الدافئة رؤية متناغمة للعالم.
في لوحاتها وأعمالها التشكيلية في الثمانينيات والتسعينيات من القرن الماضي، أعادت بلا كلل صياغة المواضيع نفسها دون كلل أو ملل، وركزت على التعبير والإحساس بالحركة واللون، إلى درجة استيعاب الموضوع في تجريد الهياكل.
ومنذ التسعينيات فصاعداً، قادها شغفها بالعمل مع المواد، مستلهمةً من حركة الواقعيين الجدد، إلى التحول إلى النحت والكولاج للتعبير عن أفكارها حول الحالة الإنسانية. تستخدم أشياء مصنعة (مفاتيح، أقراص مدمجة، ساعات رملية، ساعات، إلخ) لإنتاج أعمال مجردة تحمل رسالة عالمية.